# Филипеи
Филипеи или Филипища, Филища (на гръцки: Φιλιππαίοι) е село в Република Гърция, част от дем Гревена, област Западна Македония.

## География
Селото е разположено на 1200 m надморска височина, на около 30 километра западно от град Гревена, високо в източните части на планината Смолика, част от веригата Пинд.

## История

### Етимология
Според академик Иван Дуриданов името Филипища е от първоначалното Филипишти, патроним на -ишти < -itji от личното име от гръцки произход Филип, като името е дадено от българи.

### В Османската империя
Смята се, че селището е населено през XVIII век от преселници от Епир. В този период то е чифлишко село, принадлежащо на Рахит бей, роднина на Мехмед и Хюсеин бей от Коница. През 1872 година 67 жители на селото откупуват чифлика за 147 хиляди гроша от наследниците на бея.
В края на XIX век Филипеи е гръцко християнско село в западната част на Гребенската каза на Османската империя. Според статистиката на Васил Кънчов през 1900 година във Филипща (Филипей) живеят 200 гърци.
На Етнографската карта на Битолския вилает на Картографския институт в София от 1901 година Филим (Филипица) е чисто гръцко село в Гревенската каза на Серфидженския санджак с 37 къщи.
Според статистика на Серфидженския санджак на гръцкото консулство в Еласона от 1904 година във Филипеи (Φιλιππαίοι), Гревенска каза, живеят 400 гърци елинофони християни.

### В Гърция
През Балканската война в 1912 година в селото влизат гръцки части и след Междусъюзническата в 1913 година Филипеи влиза в състава на Кралство Гърция.
Селището пострадва значително през Втората световна война и Гражданската война, при което много от жителите му се разселват в Гревена, Тесалия и други части на Гърция.
Единствената селска църква „Св. св. Константин и Елена“ е издигната през 1886 година. Интерес представляват старинните каменни къщи в селото, между които се отличава тази на фамилията Бразиотис.
Централният селски събор се провежда на 15 август (Голяма Богородица). През последните десетилетия в селището се развива планински и селски туризъм.
Населението се занимава традиционно със скотовъдство, както и частично със земеделие.
| Име        | Име         | Ново име   | Ново име    | Описание                   |
| ---------- | ----------- | ---------- | ----------- | -------------------------- |
| Мороминди  | Μορομίντι   | Мнима      | Μνήμα       | местност З от Филипеи      |
| Пандертяти | Παντεμπιάτι | Кало Исома | Καλό Ἴσιωμα | река Ю от Филипеи          |
| Пална      | Πάλνα       | Полиремо   | Πολύρεμο    | връх (1404 m) Ю от Филипеи |

| Година    | 1913 | 1920 | 1928 | 1940 | 1951 | 1961 | 1971 | 1981 | 1991 | 2001 | 2011 | 2021 |
| --------- | ---- | ---- | ---- | ---- | ---- | ---- | ---- | ---- | ---- | ---- | ---- | ---- |
| Население | 877  | 219  | 238  | 345  | 79   | 16   | 7    | 203  | 245  | 206  | 145  | 27   |